# Ovulidae
Ovulidae – rodzina ślimaków morskich podobnych do porcelanek, szeroko rozprzestrzenionych w wodach strefy ciepłej i umiarkowanej. Większość gatunków występuje w Indo-Pacyfiku, nieliczne są spotykane w morzach europejskich. Rodzina obejmuje ponad 250 gatunków zebranych w około 40 rodzajach. Typem nomenklatorycznym rodziny jest rodzaj Ovula.

## Budowa

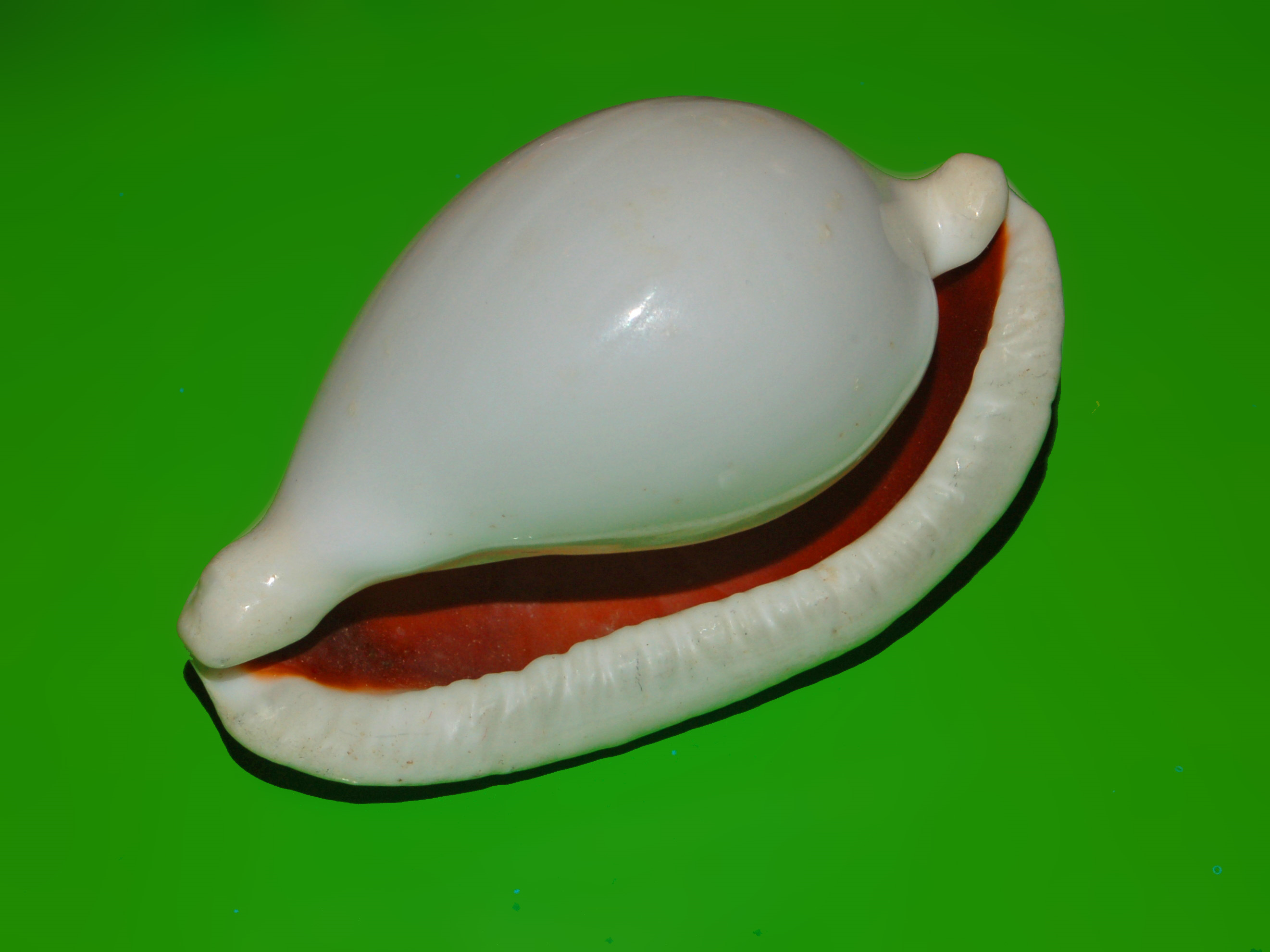
Muszla Ovula ovum

Niektóre muszle mają bardzo małe rozmiary, inne dorastają do średnich wielkości. Kształt ich bywa gruszkowaty, przypominający muszle porcelanek lub wrzecionowaty. Powierzchnia zewnętrzna gładka, porcelanowa, barwy od białej do różowej, co jest niekiedy uzależnione od środowiska bytowania. Długie, wąskie ujście jest poszerzone w przedniej części. Warga zewnętrzna jest zwykle pogrubiona, zaopatrzona niekiedy w zęby. Powierzchnia parietalna gładka i zaokrąglona. Większość gatunków ma krótkie kanały syfonalne (wyjątek: Volva). Niektóre posiadają otwór osiowy. Nie mają natomiast warstwy konchiolinowej i wieczka. Fałdy płaszcza ciała ślimaka mogą całkowicie przykrywać zewnętrzną powierzchnię muszli. Płaszcz ślimaków jest różnie zabarwiony, w zależności od wyglądu roślin podmorskich, na których żyją i żerują.

## Biologia

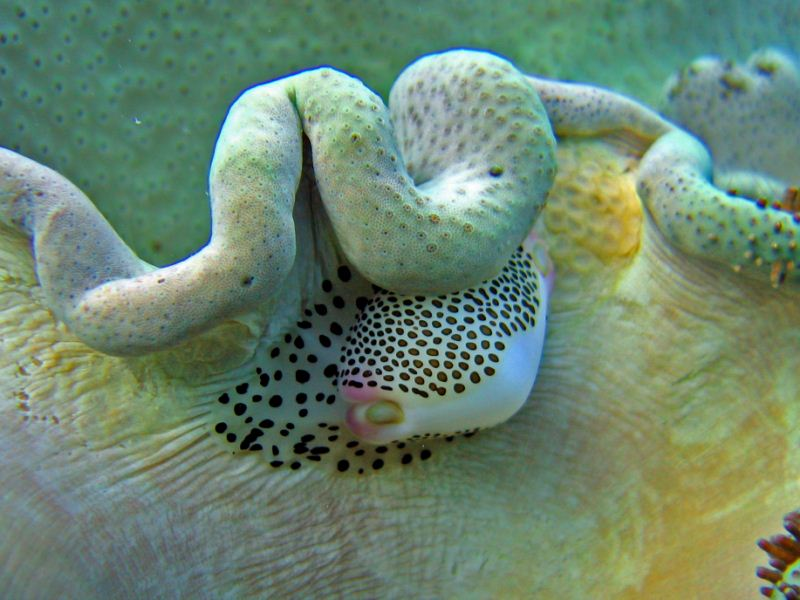
Calpurnus verrucosus

Ovulidae są mięsożerne, żerują na zwierzętach osiadłych – żywią się polipami koralowymi, gorgoniami. Żyją pod pokładami koralowców lub na organizmach gospodarzy, zwykle w głębokich wodach. Samce wytyczają swoje obszary wpływów i bronią ich w razie wtargnięcia innych samców. Samice składają kapsuły jajowe zawierające po kilkaset jaj, w postaci podłużnych grup na gałązkach roślin morskich. Z jaj wykluwają się wolno pływające larwy typu weliger. 

## Systematyka

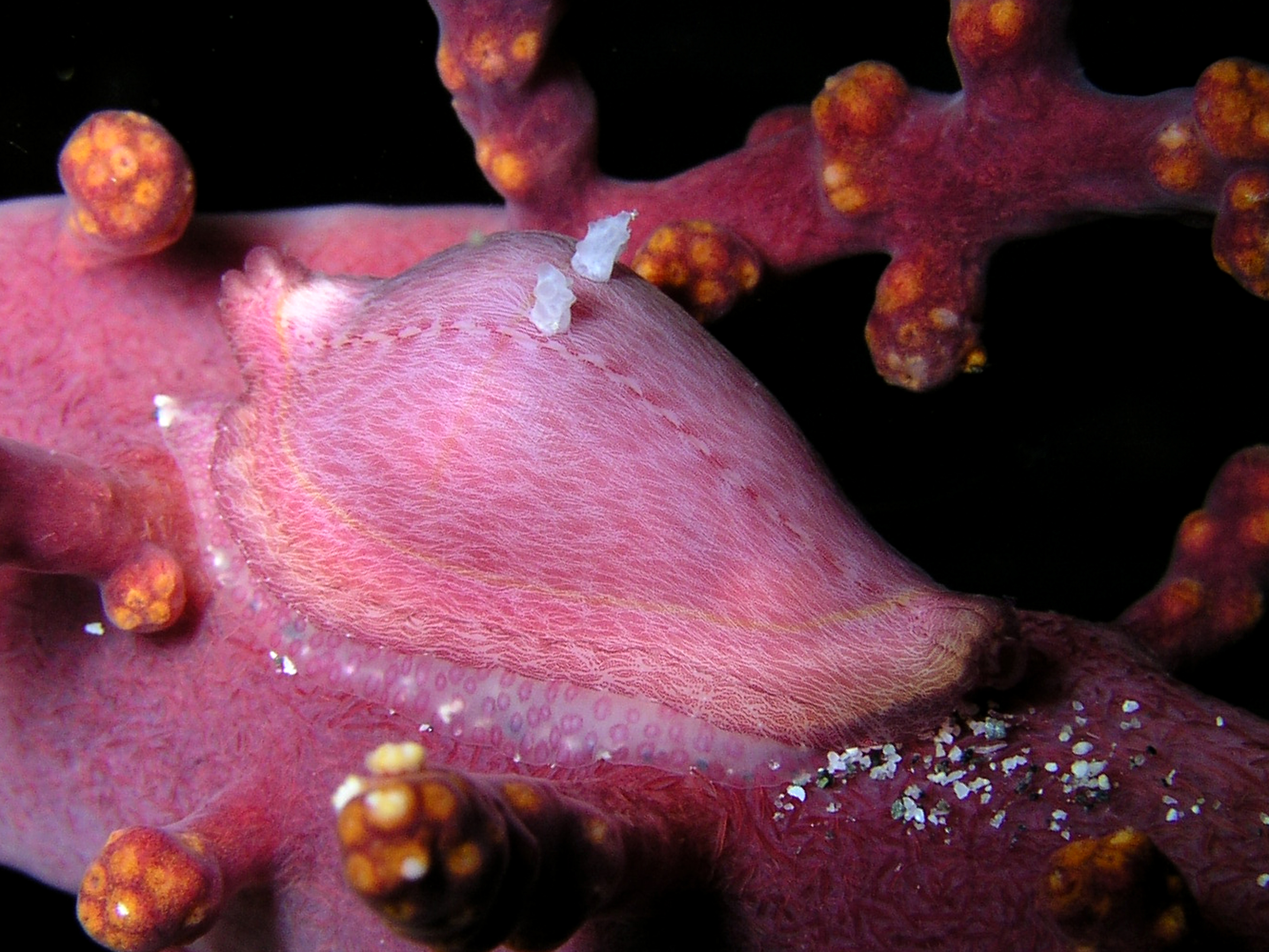
Dentiovula dorsuosa na korkowcu (Alcyonacea)

Tradycyjnie Ovulidae dzielone były na dwie podrodziny (Ovulinae i Simniinae), jednak nowsze badania wymusiły znaczne zmiany w klasyfikacji i obecnie wyróżnia się cztery podrodziny z następującymi rodzajami:
- Aclyvolvinae Fehse, 2007
  - Aclyvolva C.N. Cate, 1973
- Ovulinae J. Fleming, 1828
  - Calcarovula C.N. Cate, 1973
  - Kurodaovula Azuma, 1987
  - Ovula Bruguière, 1789
  - Pellasimnia Schilder, 1939
  - Phenacovolva Iredale, 1930
  - Takasagovolva Azuma, 1974
  - Volva Röding, 1798
- Prionovolvinae Fehse, 2007
  - Amonovula Fehse, 2019
  - Archivolva Lorenz & Fehse, 2009
  - Calpurnus Montfort, 1810
  - Carpiscula C.N. Cate, 1973
  - Crenavolva C.N. Cate, 1973
  - Cuspivolva C.N. Cate, 1973
  - Dentiovula Habe, 1961
  - Diminovula Iredale, 1930
  - Globovula C.N. Cate, 1973
  - Habuprionovolva Azuma, 1970
  - Margovula C.N. Cate, 1973
  - Primovula Thiele, 1925
  - Prionovolva Iredale, 1930
  - Procalpurnus Thiele, 1929
  - Prosimnia F.A. Schilder, 1927
  - Pseudosimnia F.A. Schilder, 1927
  - Rotaovula C.N. Cate & Azuma, 1973
  - Sandalia C.N. Cate, 1973
  - Serratovolva C.N. Cate, 1973
  - Testudovolva C.N. Cate, 1973
- Simniinae F.A. Schilder, 1927
  - Contrasimnia Lorenz & Fehse, 2009
  - Cymbovula C.N. Cate, 1973
  - Cyphoma Röding, 1798
  - Dissona C.N. Cate, 1973
  - Naviculavolva Lorenz & Fehse, 2009
  - Neosimnia P. Fischer, 1884
  - Quasisimnia Lorenz & Fehse, 2009
  - Simnia Risso, 1826
  - Simnialena C.N. Cate, 1973

Dwóch rodzajów nie przypisano jak dotąd do żadnej z podrodzin:
- Hiatavolva C.N. Cate, 1973
- Kuroshiovolva M. Azuma & C.N. Cate, 1971